# Partido de Lomas de Zamora

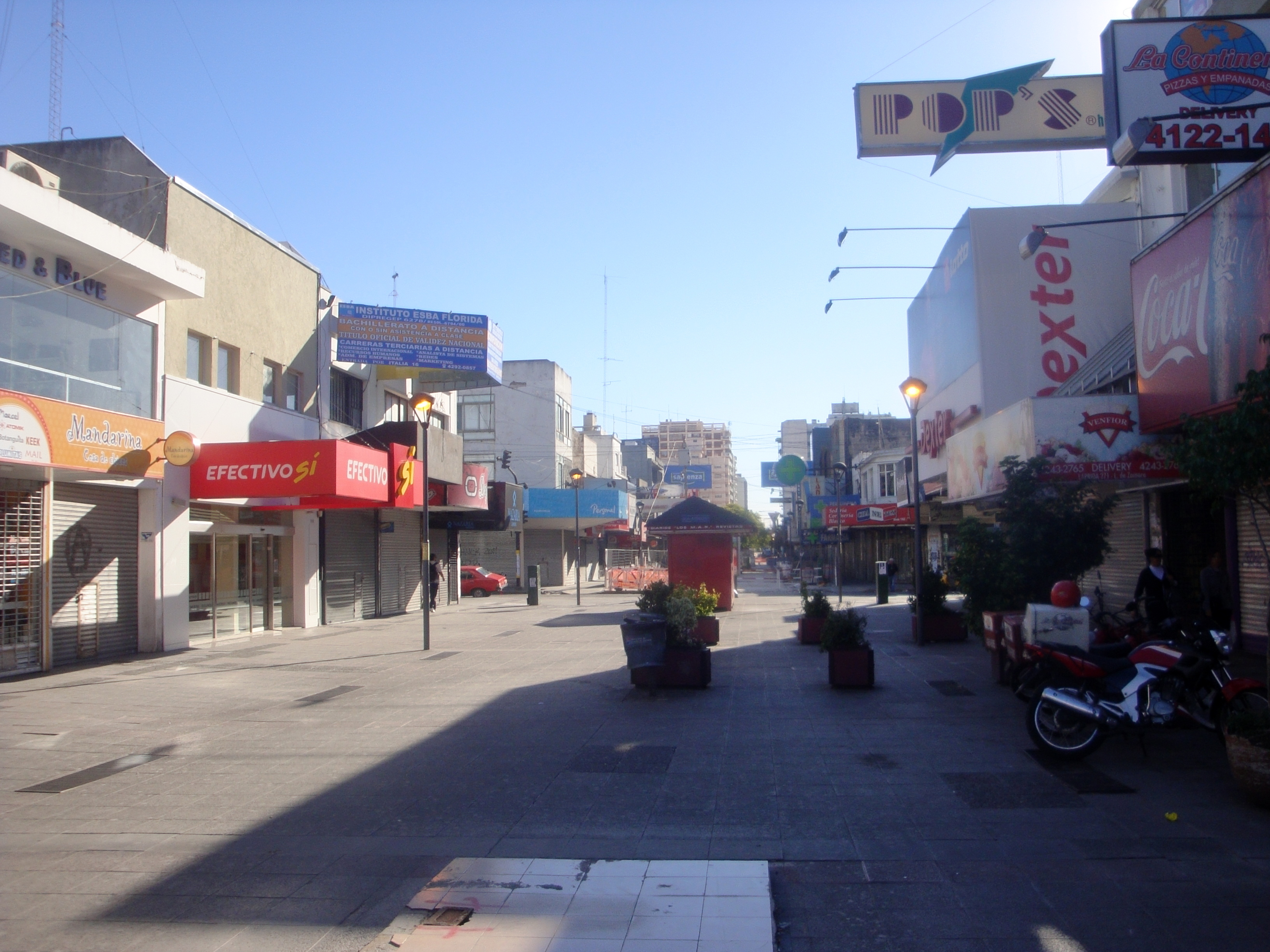
La peatonal Laprida, uno de los principales centros comerciales del municipio.

Lomas de Zamora, también llamado popularmente «Lomas», es uno de los 135 partidos de la provincia argentina de Buenos Aires. Forma parte del aglomerado urbano conocido como Gran Buenos Aires, ubicándose en la zona sur del mismo.
Está ubicado al sur de la ciudad de Buenos Aires, con la cual limita en una breve sección por el Riachuelo (al cruzar el Puente de la Noria se entra al barrio porteño de Villa Riachuelo). Además limita con los partidos de Lanús, Quilmes, Almirante Brown, Esteban Echeverría y La Matanza.
Lomas de Zamora es también el nombre de la localidad cabecera del partido, la cual ocupa el sector central del mismo, y que en sus orígenes se conoció como Pueblo de La Paz, nombre que desde 1980 es oficial.

## Historia

### Orígenes
Previo a la fundación de Buenos Aires, el lugar era habitado probablemente por los pobladores que los españoles llamaron querandíes. Cuando Juan de Garay funda por segunda vez Buenos Aires, las tierras de los alrededores son repartidas entre los primeros pobladores de la nueva aldea junto al Río de la Plata. Las tierras actuales de Lomas de Zamora van cambiando de dueño, hasta que en 1736 la estancia es adquirida por don Juan de Zamora, apellido que luego da su nombre al distrito. En 1765 Zamora vende estas tierras a un colegio jesuita. Sin embargo, esta ocupación duró poco ya que dos años más tarde la Compañía de Jesús es expulsada de todos los territorios españoles. En 1778 las tierras son subastadas para su ocupación.
El comprador termina siendo la Real Hacienda, la cual la asigna al cuidado de la Caballada Reyuna. El nombre de Estanzuela del Rey cambia -por obvias razones- tras la Revolución de Mayo a Estancia del Estado. Varios vecinos son beneficiados con la entrega de tierras los años subsiguientes a la Revolución, y en 1821 ante el pedido de los pobladores se escrituran las tierras y comienza la mensura y amojonamiento del futuro pueblo.

### SegundaInvasión Inglesa(1807)
En julio de 1807 las tropas inglesas de la Segunda invasión inglesa a Buenos Aires evaluaron vadear el Riachuelo por el “Paso Chico” (actual Puente la Noria), pero el estadounidense White (prófugo de las autoridades españolas por colaborar en la Primera invasión con los británicos) sugirió que el paso era “poco seguro” como asentó por escrito el 2.º Comandante Mayor General John Leaveson Gower y el Coronel Richard Bourke.
Finalmente parte de la fuerza invasora usó este paso para dirigirse así su objetivo por orden de Gower. Según se describe aproximadamente 27 m era la anchura, su lecho era más firme, la profundidad de 1 metro y medio y la corriente tenía menor fuerza.

### Formación del “Pueblo de La Paz”

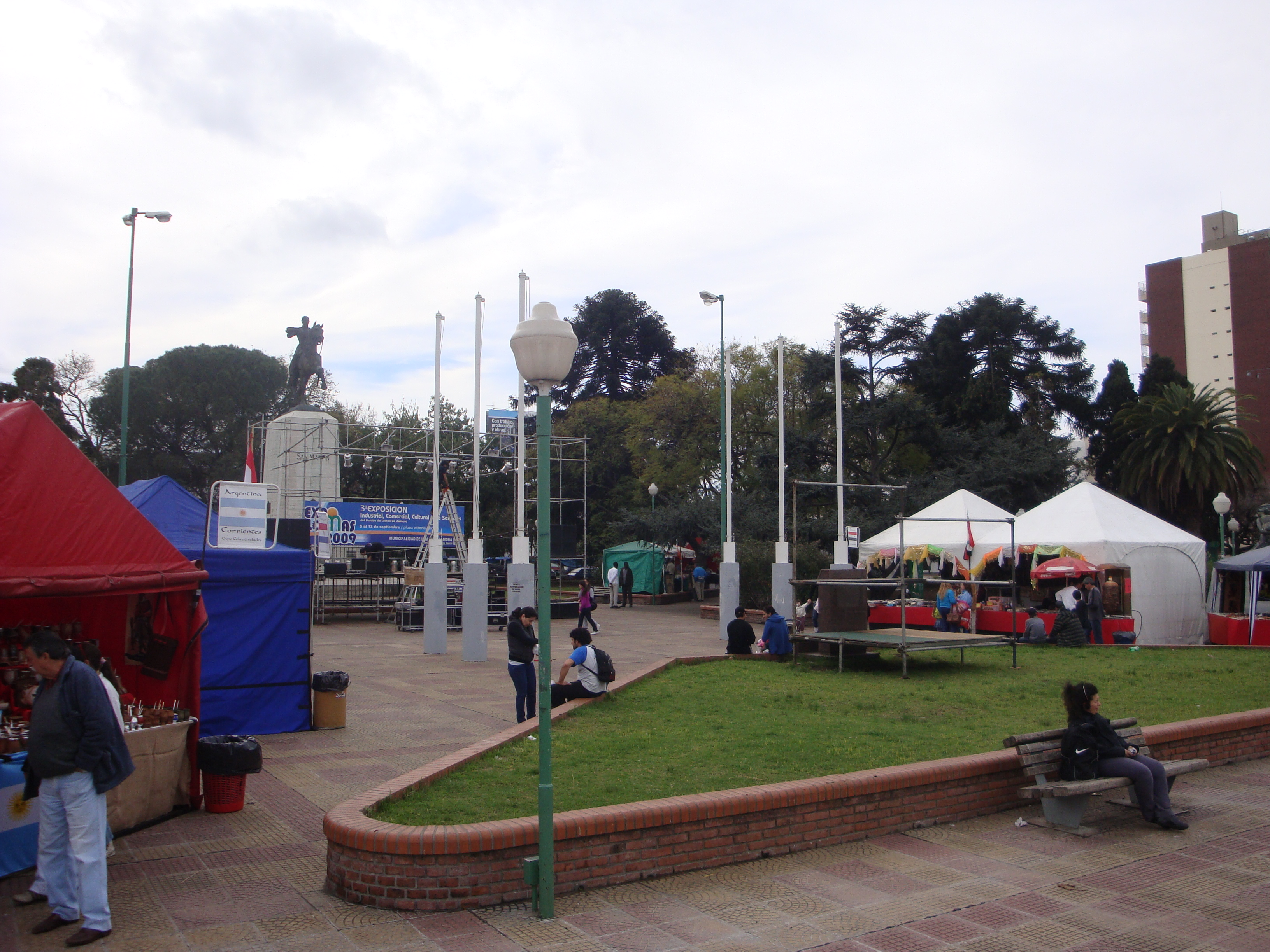
Plaza Victorio Grigera.

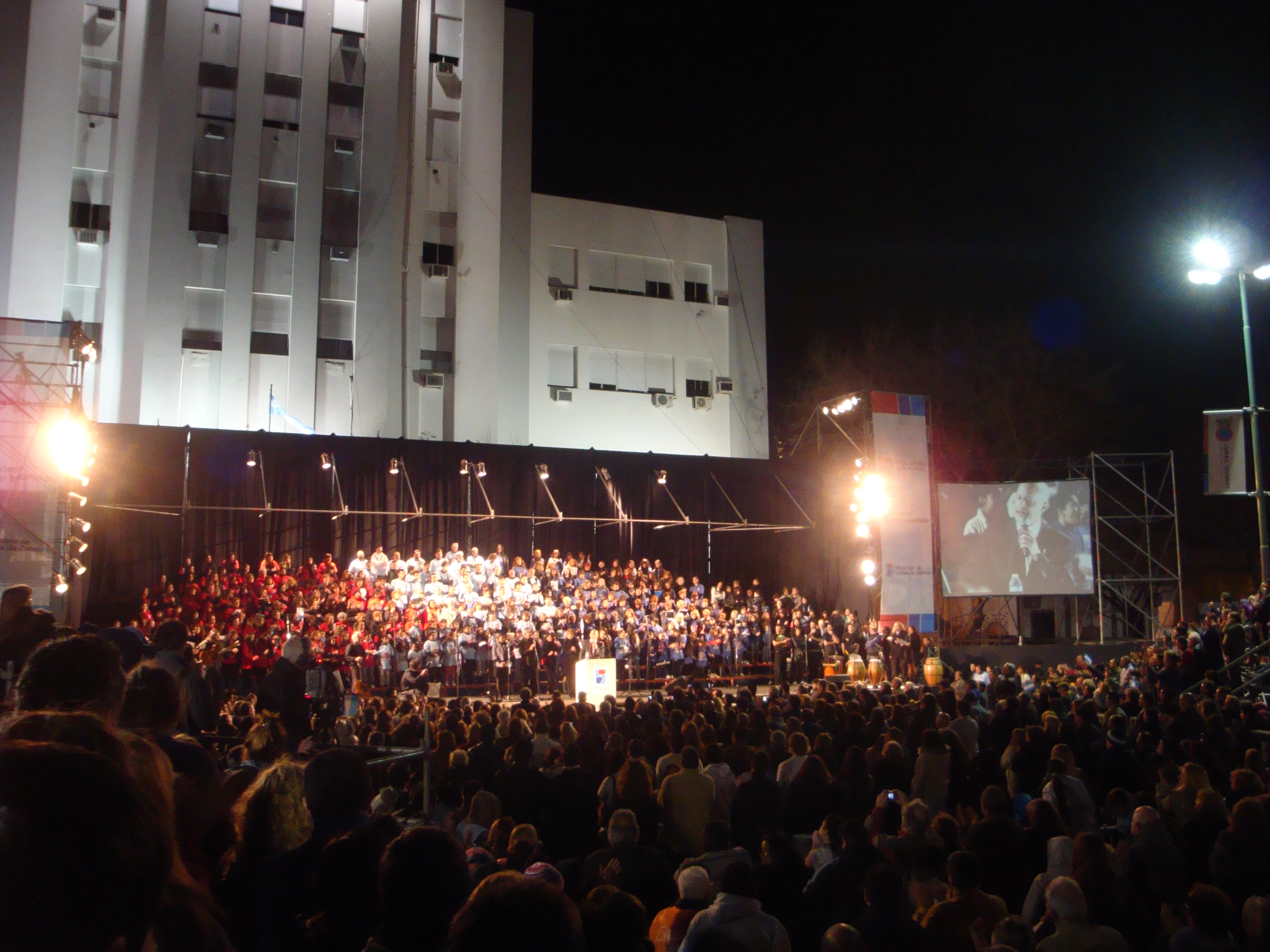
Celebración por el 150.º aniversario de la fundación del partido.

El lugar va tomando forma de pueblo cuando en torno al paraje Tres Esquinas se forma lo que sería el centro del Pueblo de La Paz, núcleo del partido. El escocés Guillermo Parish Robertson decide solicitar al gobernador Martín Rodríguez la creación de una colonia de súbditos británicos, lo cual es aprobado.
El 8 de agosto de 1825 llegan 250 ciudadanos escoceses para afincarse en el lugar. Como las promesas del gobernador no fueron cumplidas en su totalidad, los hermanos Robertson debieron comprar 6.000 ha para la incipiente colonia. El lugar prosperó con los colonos escoceses y criollos, destacándose la ganadería y los frutales. De todos modos, años más tarde, cuestiones políticas y económicas provocaron la dispersión de los colonos.
La primera escuela del lugar comienza a funcionar en noviembre de 1859, merced a los esfuerzos de Francisco Portela, quien pagó el sueldo inicial del maestro. La Escuela Práctica de Agricultura Santa Catalina (predecesora del Instituto Fitotécnico de la Universidad de La Plata) se instala en el lugar casi 5 décadas después. Aunque la mayor parte de las tierras corresponden al actual partido de Esteban Echeverría (en ese momento parte de Lomas de Zamora), el casco principal de la estancia se halla todavía en tierras de este partido. El 5 de junio de 1867 se habilitó el cementerio municipal, mientras que el 7 de octubre de 1897 la Sociedad Británica de Lomas de Zamora inauguró el Cementerio disidente a poca distancia del Instituto Fitotécnico Santa Catalina.
El 6 de junio de 1906, tras la donación de tierras de Dña. Luisa C. de Gandulfo, y la gestión de Baltasar Moreno al frente de un pedido de colaboración pública, se inauguró el Hospital Luisa Cravenna de Gandulfo. El 28 de diciembre de 1913 se habilitó el Cementerio Israelita.

### La catedral de Lomas de Zamora
El 12 de junio de 1855 se elevó una petición para la creación de una parroquia, con base en un terreno céntrico donado por Victorio Grigera, uno de los solicitantes. Sin embargo, el proyecto quedó trunco cuando el juez de paz del partido decidió la creación de un templo en Barracas al Sur.[cita requerida] La población no quedó conforme y en agosto de 1860 se acordó ubicar la futura parroquia en dos manzanas donadas por Victorio Grigera.[cita requerida] El 16 de diciembre de 1860 comenzaron los trabajos con la presencia del gobernador provincial Bartolomé Mitre. Los arquitectos Nicolás y José Canale fueron los autores del proyecto, cuya primera etapa concluyó en 1865. La segunda etapa (comandada por los arquitectos Juan Ochoa y Domingo Selva) comenzó en 1876. El 24 de enero de 1900 fueron finalmente inauguradas las últimas obras.

### Actualidad
Con motivo del 150.º aniversario de la fundación del Partido, el 10 de septiembre de 2011 se realizó una celebración en la plaza Victorio Grigera, de la que participaron alrededor de 10 000 personas.

### Cronología

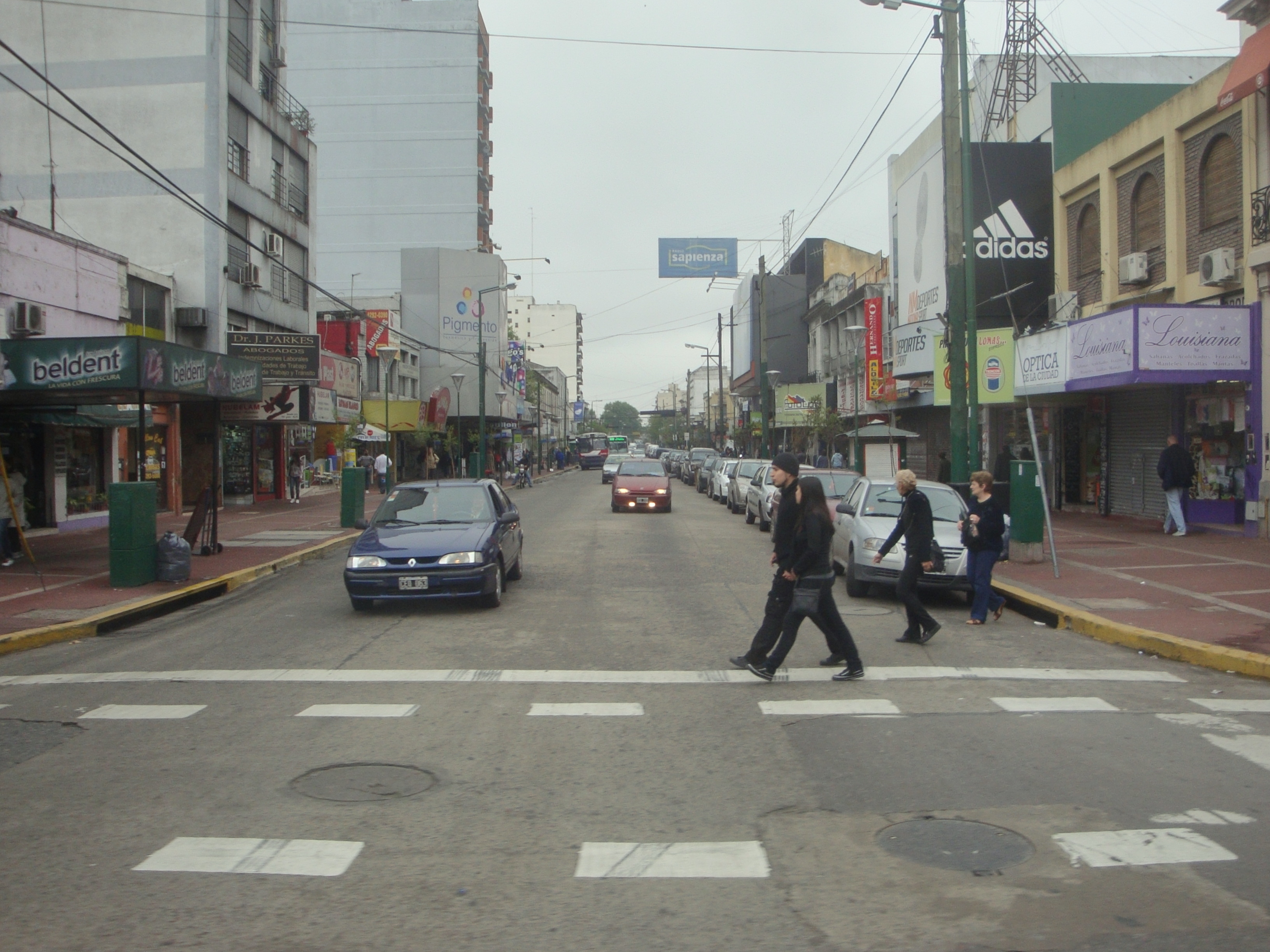
La calle Boedo en su intersección con la avenida Hipólito Yrigoyen, en la ciudad de Lomas de Zamora.

- 1864: se presentan los planos de trazado del pueblo, los cuales son aprobados meses después. Si bien se había solicitado el nombre de La Paz para el partido, únicamente se lo concede a la nueva localidad.
- 1865: se inaugura el "Ferrocarril del Sud" entre Constitución y Jeppener. Tiempo después decide emplazarse una estación en el paraje Tres Esquinas, por aquel entonces la parte más poblada del partido. Como en toda la zona el ferrocarril trajo aparejado un importante movimiento edilicio y comercial que dio nueva vida a este sector
- 1876: comienza la construcción del edificio municipal, aunque el mismo es luego demolido en 1885, primer periódico local La Razón, dirigido por Roberto Payró
- 1888: cimbronazo a las 3.20 del 5 de junio por el terremoto del Río de la Plata de 1888. La ciudad ya contaba con alumbrado público
- 1890: aparece el actual diario La Unión
- 1908: tranvía eléctrico, por su parte, llega por 1.ª vez a Lomas
- 1909: ya el territorio contaba con sus actuales 5 estaciones (además de la original: Temperley, Llavallol, Turdera y Banfield)
- 1910: se inaugura la primera red de agua potable, y en 1922 comienza a dar servicio la Compañía Primitiva de Gas, con gas de alumbrado
- 5 de agosto de 1910: es declarada ciudad, tras las presentaciones hecha primero por el senador Castro y luego por el senador Manuel Atencio. En este punto puede identificarse el cambio de nombre de la ciudad propiamente dicha, ya que el nombre de La Paz (hoy en desuso) fue propuesto en la primera propuesta, mientras que en la segunda -la efectivamente promulgada- se habla de la ciudad de Lomas de Zamora
- 22 de diciembre de 1938: se inaugura el palacio municipal

La ciudad es también sede del Obispado, donde la diócesis de Lomas de Zamora tiene jurisdicción sobre Almirante Brown, Esteban Echeverría, Ezeiza, Lomas de Zamora, Pte. Perón y San Vicente.

## Política

Composición desde diciembre de 2023 del Concejo Deliberante de Lomas de Zamora.
Unión por la Patria: 15 concejales
Juntos: 6 concejales
La Libertad Avanza: 3 concejales

En 1999 accedió a la intendencia el candidato de la Alianza Edgardo Di Dio con el 43% de los votos, superando por estrecho margen al candidato justicialista, que en alianza con la UCeDé, había conseguido el 42%. Di Dio se convirtió en el primer jefe comunal civil no peronista en gobernar el municipio. A finales de 2001, sin embargo, fue suspendido tras haber sido acusado de malversación de fondos públicos.
Tras varias intendencias provisorias, en las elecciones de 2003 triunfó nuevamente el justicialismo, de la mano de Jorge Rossi, al obtener el 40% de los votos. Rossi consiguió su reelección en 2007, pero con un magro 17,8% de los votos, seguido muy de cerca por Osvaldo Mercuri, un peronista disidente que obtuvo el 16,3%. Más atrás quedaron la Coalición Cívica con el 15% y Unión-PRO con el 10%.
Martín Insaurralde, del Frente para la Victoria, asumió el 28 de octubre de 2009 tras la renuncia de Rossi. En las elecciones elecciones generales de 2011 fue reelecto con el 66,16% de los votos. Solicitó licencia a fines de 2013 para asumir su cargo de Diputado Nacional, tras resultar elegido en las elecciones legislativas de ese año. Fue sucedido interinamente por Santiago Carasatorre durante un año, pero regresó a su cargo de intendente en diciembre de 2014. En las elecciones generales de 2015, Insaurralde fue reelecto con el 47,53% de los votos, frente al 26,31% de Gabriel Mercuri, de Cambiemos y el 16,54% de Ramiro Trezza, de Unidos por una Nueva Alternativa. Revalidó su mandato para un nuevo período en las elecciones generales de 2019, al obtener el 59,31% de los votos frente al 29,98% obtenido por Mercuri, candidato de Juntos por el Cambio.En las elecciones generales de 2023, el candidato de Unión por la Patria, y hasta entonces presidente de la Cámara de Diputados de la Provincia de Buenos Aires,Federico Otermín, obtuvo el 49,82% de los votos, frente al 25,5% de Guillermo Viñuales, candidato de Juntos por el Cambio.
El Concejo Deliberante está formado por 24 escaños y su actual titular es Diego Cordera. Desde el 10 de diciembre de 2023 está compuesto por 15 bancas de Unión por la Patria, 6 bancas de Juntos y 3 de La Libertad Avanza.
A nivel del legislativo nacional Daniela Vilar es Diputada Nacional por el Frente de Todos y militante de La Cámpora en Lomas de Zamora.

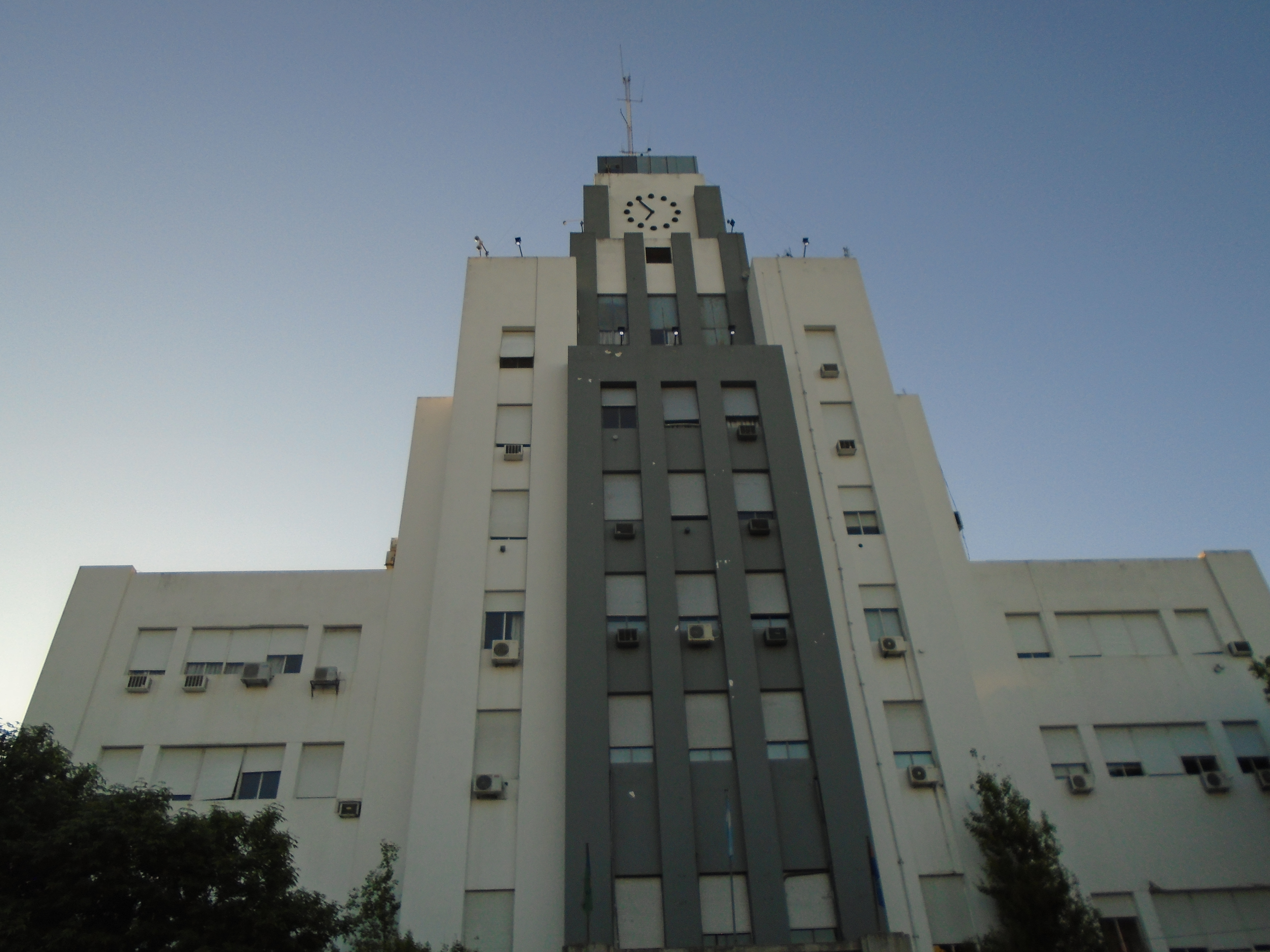
Palacio municipal del partido de Lomas de Zamora.

### Listado de intendentes desde 1983
| Intendente             | Mandato                                            | Partido                         |
| Eduardo Duhalde        | 10 de diciembre de 1983 - 10 de diciembre de 1987  | Partido Justicialista           |
| Hugo Toledo            | 10 de diciembre de 1987 - 10 de diciembre de 1991  | Partido Justicialista - FREJUPO |
| Juan Bruno Tavano      | 10 de diciembre de 1991 - 10 de diciembre de 1999  | Partido Justicialista           |
| Edgardo Alberto Di Dío | 10 de diciembre de 1999 - 20 de diciembre de 2001  | FREPASO - Alianza               |
| Ciro Annichiaricco     | 20 de diciembre de 2001 - 2002                     | FREPASO                         |
| Mirta Edith Quiroga    | 2002                                               | Frente Grande                   |
| Héctor Alberto Mensi   | 2002                                               | Partido Justicialista           |
| Carlos Lafuente        | 21 de abril de 2003 - 10 de diciembre de 2003      | Unión Cívica Radical            |
| Jorge Omar Rossi       | 10 de diciembre de 2003 - 28 de octubre de 2009    | PJ - FpV                        |
| Martín Insaurralde     | 28 de octubre de 2009 - 4 de diciembre de 2013     | PJ - FpV                        |
| Santiago Carasatorre   | 4 de diciembre de 2013 - 16 de diciembre de 2014   | PJ - FpV                        |
| Martín Insaurralde     | 16 de diciembre de 2014 - 20 de septiembre de 2021 | PJ - FpV - FdT                  |
| Marina Lesci           | 20 de septiembre de 2021 - 9 de diciembre de 2023  | PJ - FdT - UP                   |
| Federico Otermín       | 9 de diciembre de 2023 - presente                  | PJ - UP                         |

## Dependencias administrativas y creación del partido

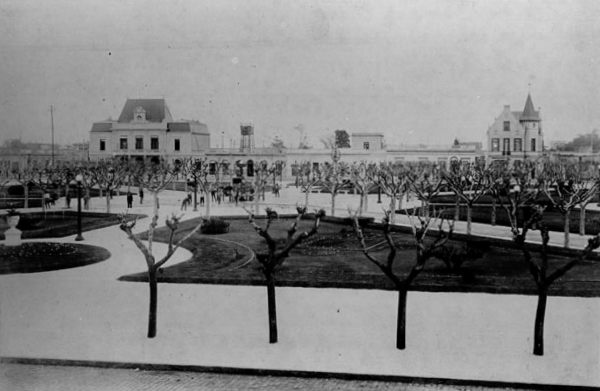
La plaza de Lomas en 1885.

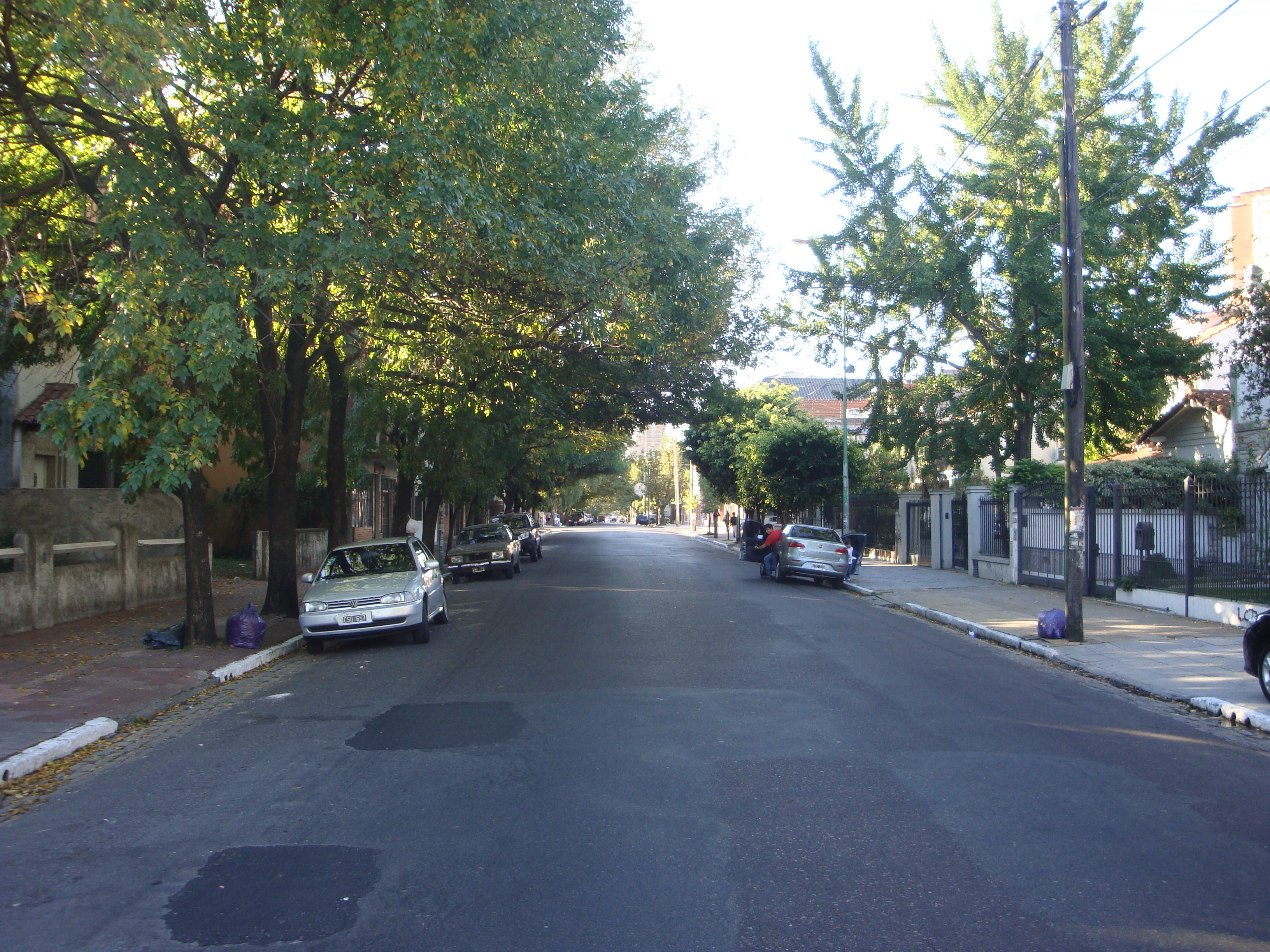
Avenida Meeks, en Temperley.

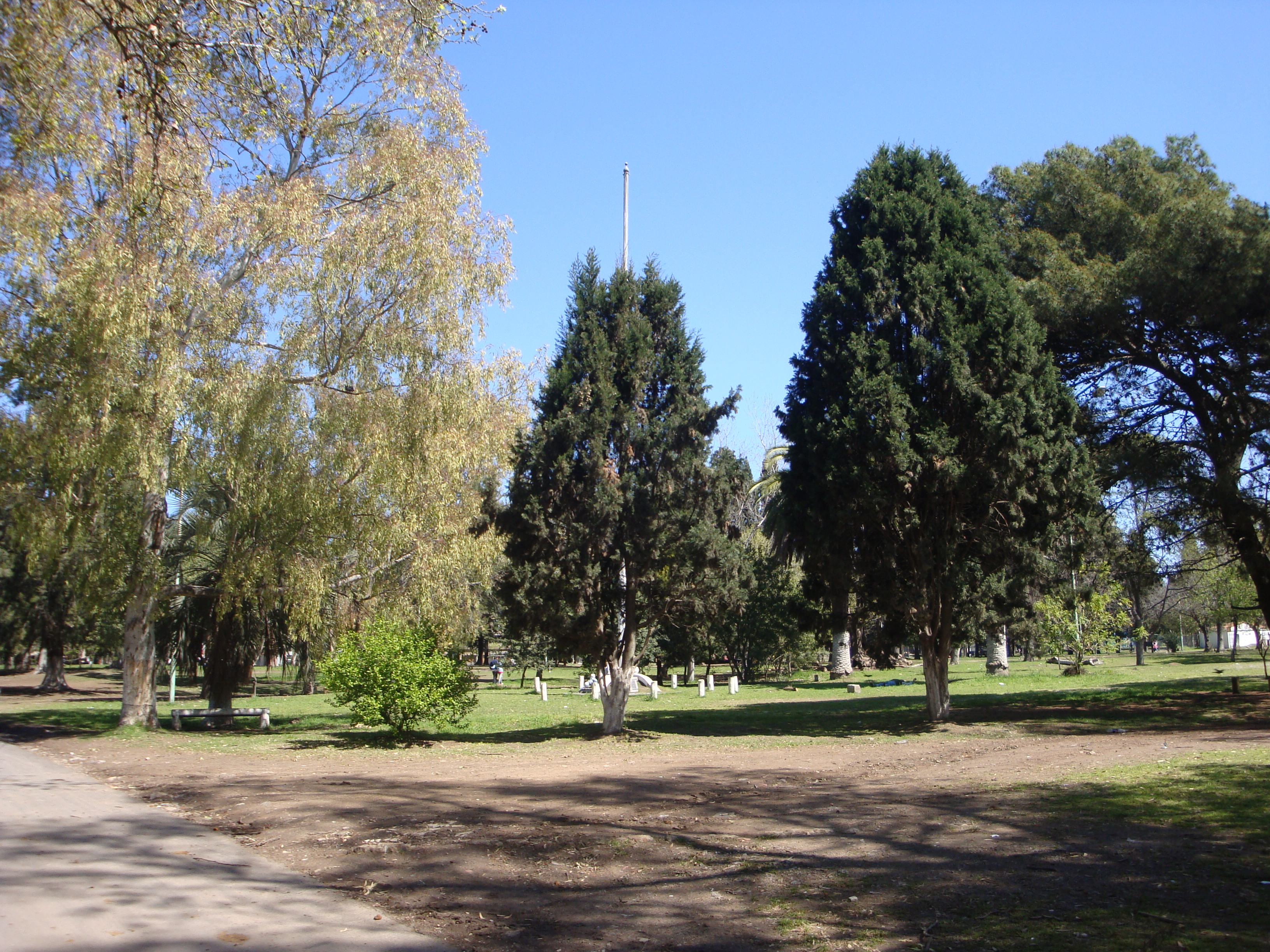
Parque municipal.

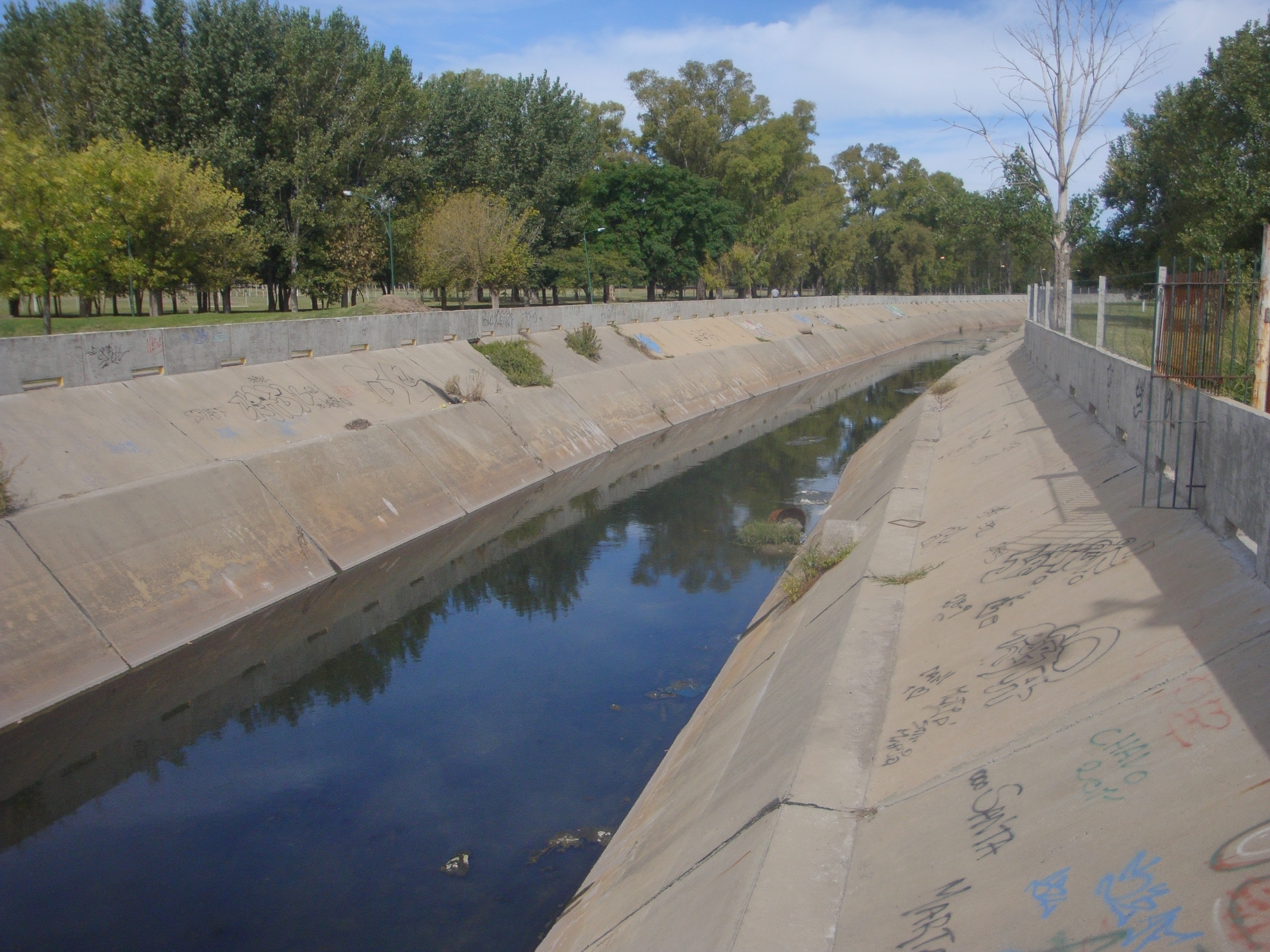
El Arroyo del Rey, un afluente del Riachuelo, atraviesa gran parte del Partido.

En un comienzo la zona pertenecía al partido de Magdalena y luego al partido de Quilmes. El 7 de abril de 1852 pasa a formar parte de Barracas al Sur (luego Avellaneda).
La escisión del partido de Barracas al sur de Quilmes propició la idea de la autonomía total de la ciudad, lograda el 10 de julio de 1861 por Esteban Adrogué. La escisión de Almirante Brown (1873), Esteban Echeverría (1913) y 4 de junio (luego Lanús, 1944) configuraron su actual forma.

## Deportes y recreación
En el Partido de Lomas de Zamora hay tres instituciones que practican fútbol y participan en los diferentes torneos de AFA. Estos clubes son: Club Atlético Banfield, Club Atlético Temperley, y el Club Atlético Los Andes. También se destaca el Lomas Athletic Club por su historia como primer multi-campeón del fútbol argentino, primer campeón de Rugby de la URBA y como uno de los clubes fundadores de las asociaciones nacionales de Fútbol, Rugby, Golf, Tenis y Críquet. Siendo las actividades más importantes del club en la actualidad la práctica del Rugby y del Hockey.

### Parque municipal Lomas de Zamora
El predio es de acceso libre y cuenta con un circuito para corredores, un gimnasio polideportivo y un circuito de educación vial para niños. También cuenta con canchas de tenis, fútbol, voleyball, balonmano y basketball.

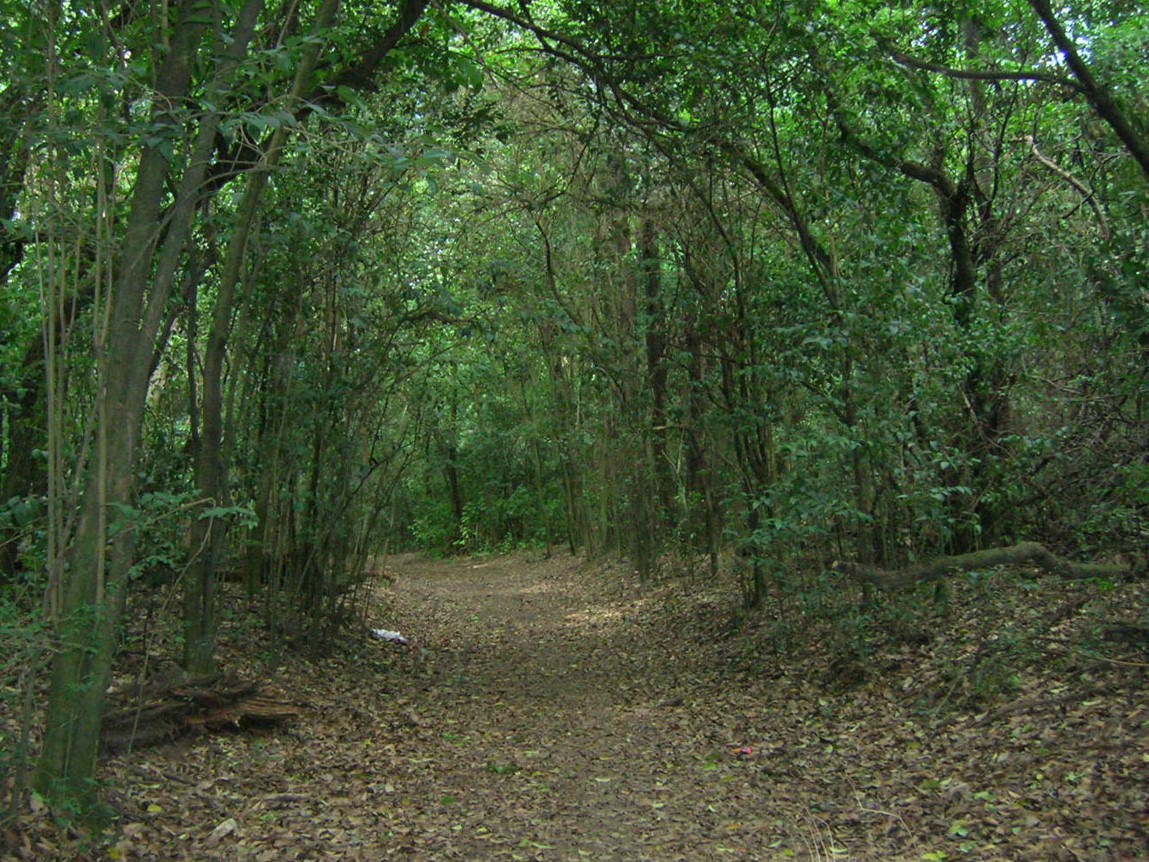
Reserva municipal Santa Catalina

### Reserva municipal Santa Catalina
Con una superficie aproximada de 650 hectáreas, la reserva natural municipal Santa Catalina es el último reducto con rasgo rural del sur del conurbano bonaerense y el relicto de los bajos del Río Matanza que se encuentra más al este. Presenta una amplia variedad de ambientes como: relictos de talar, pastizal pampeano, matorral de chilcas, laguna y bajos aledaños, plantaciones forestales mixtas, parcelas agropecuarias y áreas de parque con edificaciones históricas.

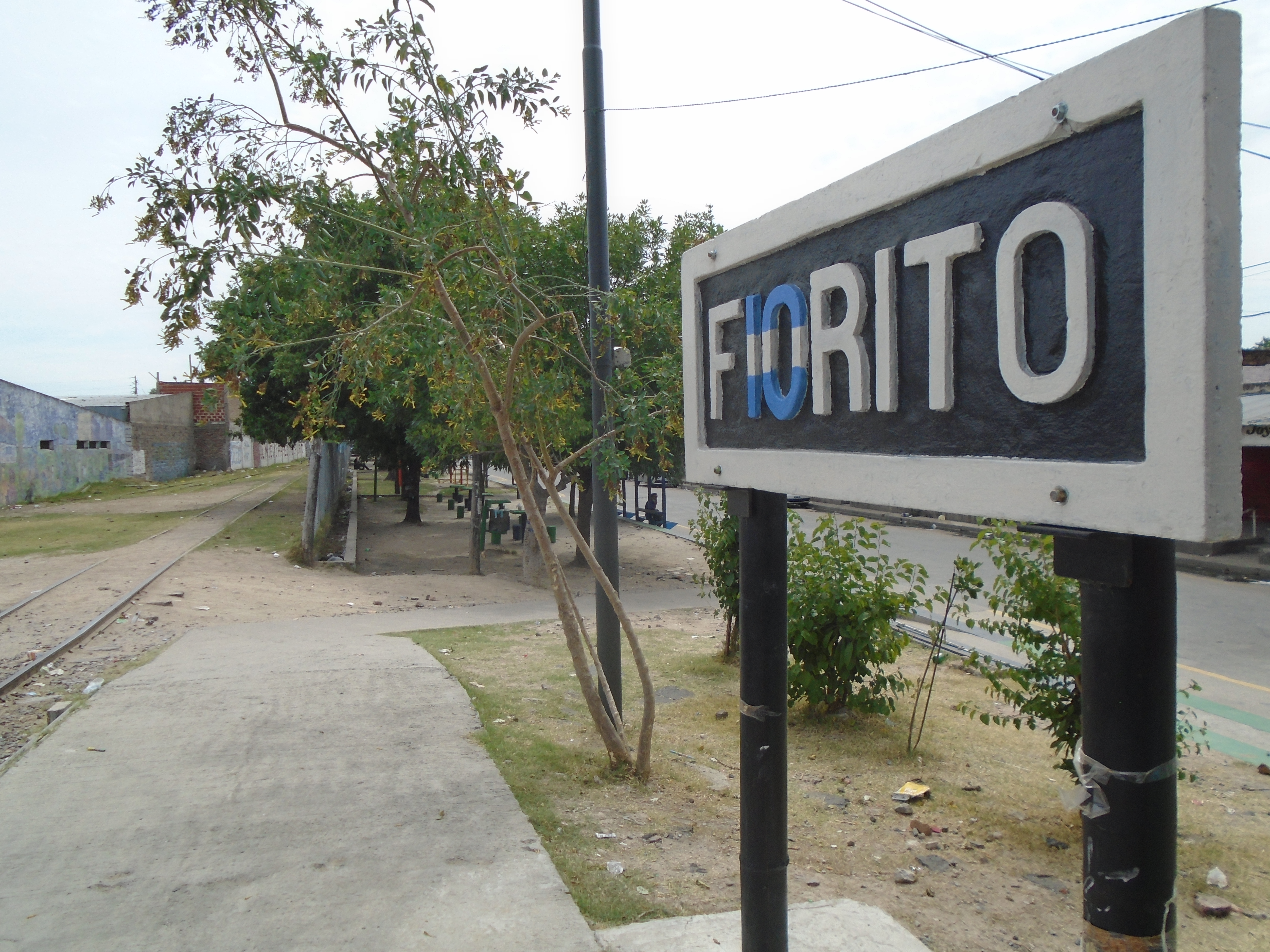
Estación Fiorito, ferrocarril Midland (desactivado).

## Localidades
El municipio de Lomas de Zamora se divide en 14 localidades:
- Banfield
- Ingeniero Budge
- Llavallol
- Lomas de Zamora
- San José1
- Temperley
- Turdera
- Villa Centenario
- Villa Fiorito
- Villa Albertina
- Parque Barón
- Villa Lamadrid
- Santa Catalina
- Santa Marta

1 la localidad está repartida entre el Partido de Lomas de Zamora y el Partido de Almirante Brown

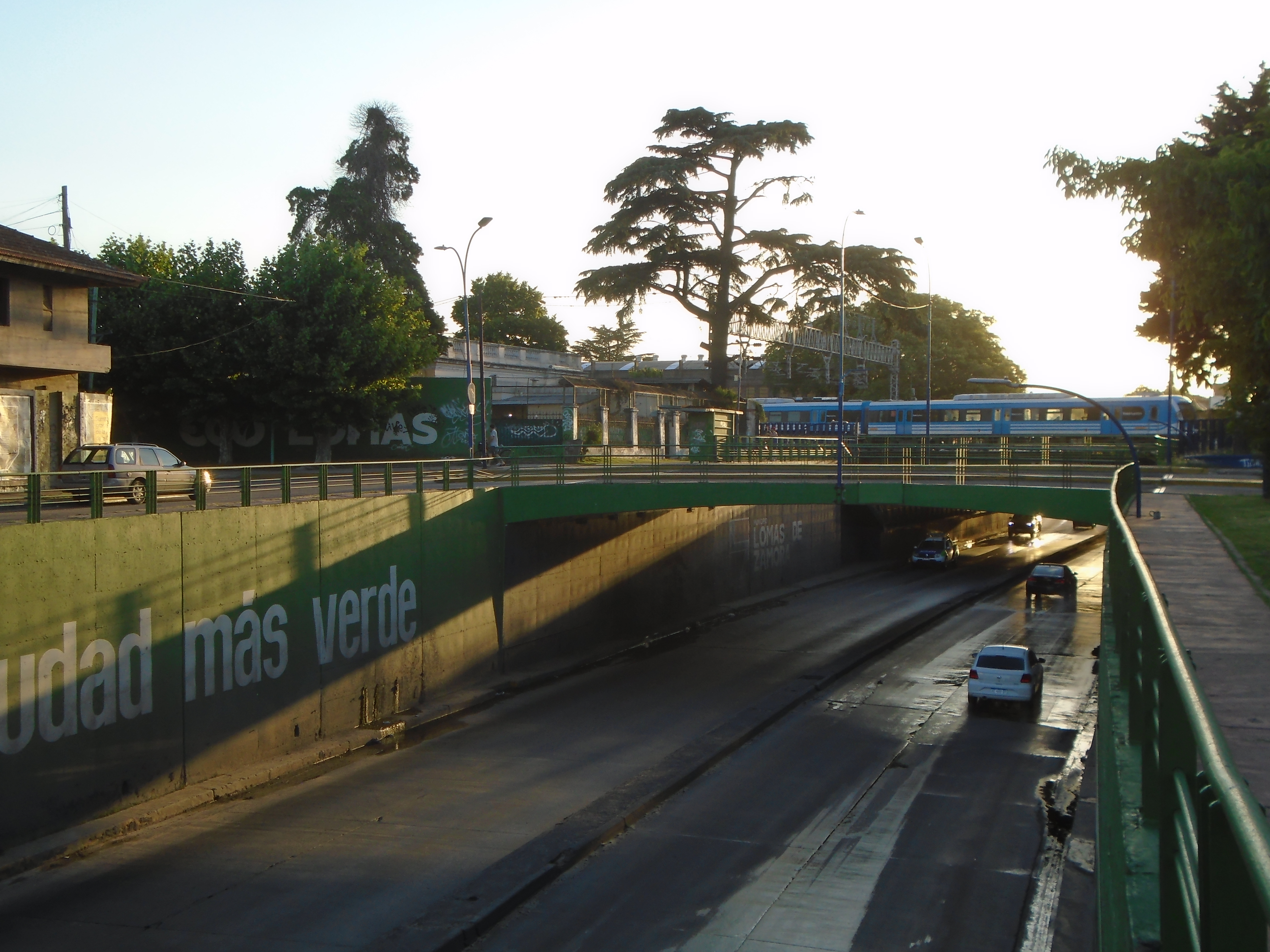
Paso bajo nivel Manuel Belgrano, ubicado en la Av. Eva Perón y las vías de la Línea Roca (Temperley).

## Delegaciones municipales
- Banfield Este
- Banfield Oeste
- Ingeniero Budge
- Llavallol Norte
- Llavallol Sur
- Lomas Centro
- Lomas de Zamora Oeste
- Parque Barón
- Santa Marta
- San José Este
- San José Oeste
- Santa Catalina
- Temperley Este
- Temperley Oeste
- Turdera
- Villa Albertina
- Villa Centenario
- Villa Fiorito
- Villa Lamadrid

## Toponimia
Se lo debe a la presencia de pequeñas lomas en este partido ubicado en una zona de llanuras interminables y a Juan de Zamora, quien compró tierras del actual partido en 1736, las que luego serían vendidas a los jesuitas.

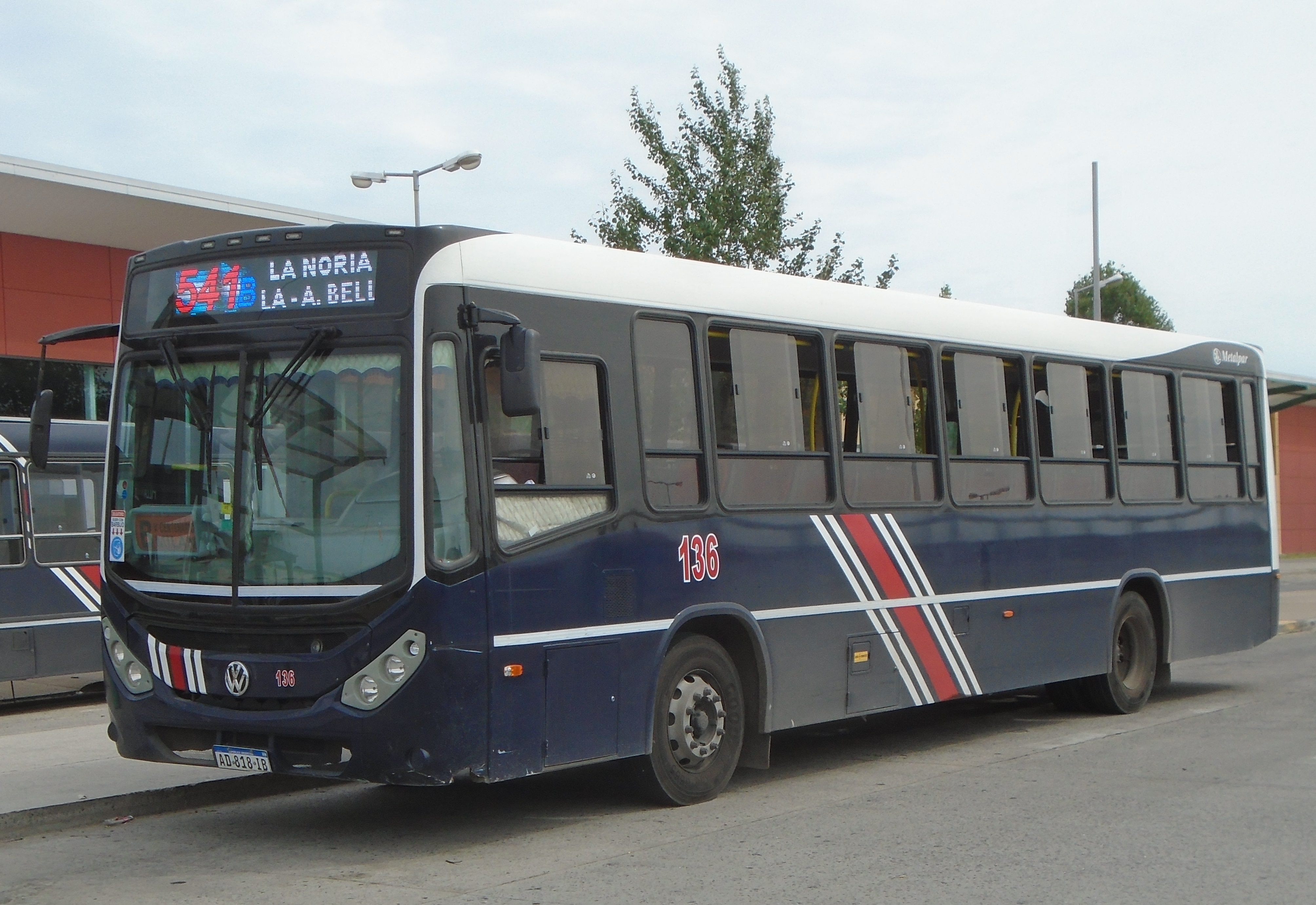
Colectivo de la línea 541, una de las líneas municipales que recorren el partido de Lomas de Zamora, estacionado en Puente de la Noria.

## Demografía
Según los resultados definitivos del censo de 2022 la población del partido alcanza los 690.323 habitantes. Es el segundo municipio más poblado del conurbano bonaerense, luego del municipio de  La Matanza. 
La ciudad de Lomas de Zamora contaba en 2010 con 111.897 habitantes, lo que la deja -por escaso margen respecto a la tercera- como la segunda unidad en población del partido; esto representa un 18,92 % del total del partido. La ciudad de Lomas en particular no creció poblacionalmente en la década de 1990.
| Gráfica de evolución demográfica de Partido de Lomas de Zamora entre 1960 y 2010 |
|                                                                                  |
| Fuente: Censos nacionales del INDEC                                              |